# Mókusalkatúak
A mókusalkatúak (Sciuromorpha) az emlősök (Mammalia) osztályába és a rágcsálók (Rodentia) rendjébe tartozó alrend.

## Rendszerezés
Az alrendbe az alábbi 3 család és 315 faj tartozik:
- hódmókusfélék (Aplodontiidae) Brandt, 1855 - 1 faj
- pelefélék (Gliridae) Muirhead, 1819 - 29 faj
- mókusfélék (Sciuridae) Fischer de Waldheim, 1817 - 285 faj